# Hermann Dürbeck
Hermann Dürbeck (* 6. November 1928 in Ottelmannshausen; † 11. Juni 1982 ebenda) war ein deutscher Politiker (CSU).

## Leben
Dürbeck besuchte die Volks-, Berufs- und Landwirtschaftsschule und die Landvolkshochschule Münsterschwarzach, an der er den Titel des landwirtschaftlichen Lehrmeisters erhielt. Als Landwirt war er Kreisobmann des BBV und gehörte dort auch der Landesversammlung an, ferner war er im Raiffeisenverband tätig.
Dürbeck hatte in der Jungen Union und ab 1953 auch in der CSU einige leitende Funktionen inne, so gehörte er auch dem unterfränkischen Bezirksvorstand an. Nachdem er 1956 erstmals in den Kreistag gewählt worden war, wurde er 1958 Bürgermeister seiner Heimatgemeinde. Von 1962 bis 1970 gehörte er dem Bezirkstag von Unterfranken an, 1966 wurde er stellvertretender Landrat. Von 1970 bis zu seinem Tod saß er im Bayerischen Landtag. Bei der ersten Wahl gewann er das Direktmandat im Stimmkreis Ebern, Hofheim, Königshofen im Grabfeld, Mellrichstadt (heute Stimmkreis Haßberge, Rhön-Grabfeld), danach zog er über die Wahlkreisliste in das Maximilianeum ein. Er starb kurz vor Ende der Wahlperiode, sodass sein Nachrücker Paul Pfeuffer nur noch kurz Landtagsabgeordneter war.